# 引っ越し大名!
『引っ越し大名！』（ひっこしだいみょう）は、2019年公開の日本映画。
生涯に7回もの国替えをさせられ“引っ越し大名”とあだ名された実在の大名・松平直矩をモチーフにした、土橋章宏の小説『引っ越し大名三千里』の映画化で、土橋が脚本も担当した。監督は犬童一心、主演は星野源。

## 原作の背景
松平直矩は越前国大野藩主松平直基の子として生まれ、父が播磨国姫路藩への国替えの途上で死去したため、幼少の身で姫路藩主となるが、翌年越後国村上藩に国替えとなる。成人後に再び姫路藩主となるが、その後、豊後国日田藩、出羽国山形藩、陸奥国白河藩と、幕府から何度も国替えを命じられた。

## あらすじ
時は江戸時代前期。姫路藩主の松平直矩は幕府から豊後国日田藩への国替えを命じられる。国替えとは、参勤交代をはるかに上回る莫大な労力と金額が必要な一大事業なのだが、直矩はそれまでの度重なる国替えで藩の財政事情は苦しいというのに、減封まで言い渡される。さらに悪いことに、国替えを担当していた引っ越し奉行が、激務がたたって亡くなってしまう。
そこで直矩は後任の引っ越し奉行に、書庫番の片桐春之介を指名する。彼は人と接するのが苦手で、いつも書庫にこもって書物を読んでばかりいたため、周囲から「かたつむり」とあだ名されていた。いつも書物を読んでばかりいるのだから、国替えの知識があるだろうという理由から、春之介が引っ越し奉行に任命されたのだった。
しかし、国替えの経験などない春之介はどこから手をつけて良いか分からず悩み、前任の引っ越し奉行の娘・於蘭に助けを求める。春之介は仲間の協力や於蘭の厳しい引っ越し指南に助けられて、国替えの準備を進めていく。

## キャスト

### 主要人物
片桐春之介（かたぎり はるのすけ）
演 - 星野源
姫路藩書庫番だったが上記経緯により引越し奉行に任命される。鷹村とは幼馴染。
鷹村源右衛門（たかむら げんえもん）
演 - 高橋一生
姫路藩御刀番。武芸に秀でた春之介の幼馴染。誰も引き受けたがらない引越し奉行の職を引き受けさせられそうになり、半ば強引に春之介を推薦する。
松平直矩（まつだいら なおのり）
演 - 及川光博
姫路藩の藩主。越前松平家に連なる親藩である。
本村三右衛門（もとむら さんえもん）
演 - 松重豊
姫路藩国家老。春之介を引越し奉行に任命する。
藤原修蔵（ふじわら しゅうぞう）
演 - 西村まさ彦
姫路藩次席家老。
仲田小兵衛（なかた こへえ）
演 - 山内圭哉
姫路藩江戸留守居役。
佐島竜五郎（さじま たつごろう）
演 - 正名僕蔵
姫路藩勘定奉行。藩の重役の一人だが引越しには非協力的。
中西監物（なかにし かんもつ）
演 - 濱田岳
姫路藩勘定頭。佐島の部下であり、当初は上司の下で引越しに対しては関与していなかったが、春之介の姿勢に共感し、自身の知見を基に借金ができる商家を探すなど、鷹村とともに引越しの中心人物になる。
綾瀬主水（あやせ もんど）
演 - 松岡広大
姫路藩藩主付きの小姓。直矩とは同衾するほど親しい。
蛭田源右衛門
演 - 中村靖日
戸田采女
演 - 矢野聖人
小野田真之
演 - 斉藤暁
山里一郎太（やまざと いちろうた）
演 - 小澤征悦
姫路藩士。勉強熱心で読書を好むため春之介とも親しい。
北尾俊蔵
演 - ピエール瀧
高橋四郎
演 - 飯尾和樹
引っ越し若侍たち
演 - 吉井基師・辻伊吹・森継熊野・中村大輝・日下諭・小澤明弘・江村修平・新村遼太郎・北川裕介・吉村光平

### 姫路藩関係者
於蘭（おらん）
演 - 高畑充希
前の引越し奉行・板倉重蔵の娘。当初は父に引越しの重責を担わせて死に追いやったとして上士を嫌悪している。父が残した引越しに関する文献である御渡方賀覺書十ケ條を所持。
音松（おとまつ）
演 - 鳥越壮真、大久保祥太郎
於蘭と前夫の子。
春太郎（はるたろう）
演 - 荒木飛羽
於蘭と春之介の子。
波津（はつ）
演 - 富田靖子
春之介の母。
和泉屋 新吉（いずみや しんきち）
演 - 岡山天音
姫路に本拠を置く廻船問屋の若旦那。
和泉屋の新妻
演 - 都丸紗也華
大野の妾
演 - 丘みどり（特別出演）

### その他
柳沢吉保（やなぎさわ よしやす）
演 - 向井理（友情出演）
江戸幕府小納戸役。将軍の側近だが、松平との諍いにより恨みを持ち、讒訴して国替えが行われるように画策する。史実では徳川綱吉に重用され、側用人として幕政を主導した譜代大名。
田中衆三郎（たなか しゅうざぶろう）
隠密の統領。
演 - 和田聰宏
ナレーション
演 - 立川志らく

## スタッフ
- 原作・脚本 - 土橋章宏『引っ越し大名三千里』（ハルキ文庫刊）
- 監督 - 犬童一心
- 音楽 - 上野耕路
- 「引っ越し唄」振付・監修 - 野村萬斎（振付指導 - 深田博治）
- 主題歌 - ユニコーン「でんでん」（Ki/oon Music）
  - 作詞 - 川西幸一、奥田民生 / 作曲 - 奥田民生
- 製作代表 - 大角正、福田一平、木下直哉、大西繁、有馬一昭、堀義貴、井田寛、坂本敏明、宮崎伸夫、松本篤信、井口佳和、室橋義隆
- エグゼクティブプロデューサー - 吉田繁暁
- 企画・プロデュース - 矢島孝
- プロデューサー - 秋田周平
- ラインプロデューサー - 阿曽芳則、相場貴和

- 撮影 - 江原祥二
- 照明 - 杉本崇
- 美術 - 原田哲男、倉田智子
- サウンドデザイン - 志満順一
- 編集 - 上野聡一
- スクリプター - 天池芳美
- 助監督 - 石田和彦
- 装飾 - 郷原慶太、中込秀志
- アクションコーディネーター - 諸鍛冶裕太
- アクションクルー - 中村健人、野尻優子、東山龍平、向田翼
- 音響効果 - 岡瀬晶彦
- VFXプロデューサー - 浅野秀二
- 国替え時代考証 - 日比佳代子
- 江戸時代資料リサーチャー - 喜多あおい
- 音楽プロデューサー - 小野寺重之、木村学
- 宣伝プロデューサー - 永井準哉
- 製作担当 - 丹羽邦夫、山田康博
- 演技事務 - 小林勝絵
- ラインプロデューサー補 - 石塚紘太
- 制作プロダクション - 松竹撮影所
- 制作協力 - 松竹映像センター
- 企画・配給 - 松竹
- 製作 - 「引っ越し大名！」製作委員会（松竹、テレビ東京、木下グループ、博報堂、イオンエンターテイメント、ホリプロ、松竹ブロードキャスティング、キングレコード、朝日新聞社、BSテレビ東京、テレビ大阪、コロナワールド）

## 余談
予告などで高橋一生演じる鷹村源右衛門がたびたび振り回している長槍は、松平家に伝わる天下三名槍の一つ、御手杵（おてぎね）である。これは犬童監督が撮影の数日前に「松平の家宝『御手杵の槍』」の話を聞き、長い槍を振り回す姿は画が映える上に面白そうだからという理由から急遽取り入れられた。
また、ここからブラウザゲーム『刀剣乱舞』に刀剣男士として御手杵が登場している縁にも繋がり、宣伝と感想コメントを兼ねて御手杵が映画館へ『引っ越し大名！』を見に行った設定の新規書き下ろしイラストが公式Twitterで投稿された。
姫路城の全体像の映像には、伊勢市にある個人製作の姫路城の模型が使用されている。

## テレビ放送
視聴率はいずれもビデオリサーチ調べ、関東地区・平均世帯・リアルタイム。
| 回数 | 放送日        | 放送時間      | 放送局     | 番組枠               | 視聴率 | 備考 |
| ---- | ------------- | ------------- | ---------- | -------------------- | ------ | --- |
| 1    | 2023年6月18日 | 19:30 - 21:54 | テレビ東京 | 日曜ビッグバラエティ | 2.8%   | 地上波初放送 映画『大名倒産』公開直前企画 ゲスト：神木隆之介（『大名倒産』松平小四郎役）、杉咲花（『大名倒産』さよ役） 解説ナレーター：堀内賢雄 |
| 2    | 2023年6月25日 | 18:55 - 21:55 | BSテレ東   |                      |        | |
| 3    | 2024年7月1日  | 13:00 - 15:02 | NHK BS     | プレミアムシネマ     |        | |